# ام‌جی میدجت
ام‌جی میدجت (MG Midget) خودرویی است که در سال‌های ۱۹۶۱–۱۹۷۹۲۲۶،۰۰۱ producedتولید شده‌است.
این خودرو در کلاس خودرو اسپورت قرار گرفته، طراحی آن خودروهای موتور جلو-محور عقب بوده طول آن در حالت طبیعی ۱۳۷ اینچ (۳٬۴۸۰ میلیمتر)، عرض آن در حالت طبیعی ۵۴ اینچ (۱٬۳۷۲ میلیمتر)، ارتفاع آن در حالت طبیعی ۴۸٫۵ اینچ (۱٬۲۳۲ میلیمتر) و وزن آن در حالت طبیعی ۷۳۵ کیلوگرم (۱٬۶۲۰ پوند) است. 